# Jaromír Vlk
Jaromír Vlk (Checoslovaquia, 4 de marzo de 1949) es un atleta checoslovaco retirado especializado en la prueba de lanzamiento de peso, en la que consiguió ser subcampeón europeo en pista cubierta en 1980.

## Carrera deportiva
En el Campeonato Europeo de Atletismo en Pista Cubierta de 1980 ganó la medalla de plata en el lanzamiento de peso, llegando hasta los 20.19 metros, siendo superado por el yugoslavo Zlatan Saracevic  (oro con 20.43 metros) y por delante del también yugoslavo Ivan Ivančić  (bronce con 19.48 metros).